# R-404A

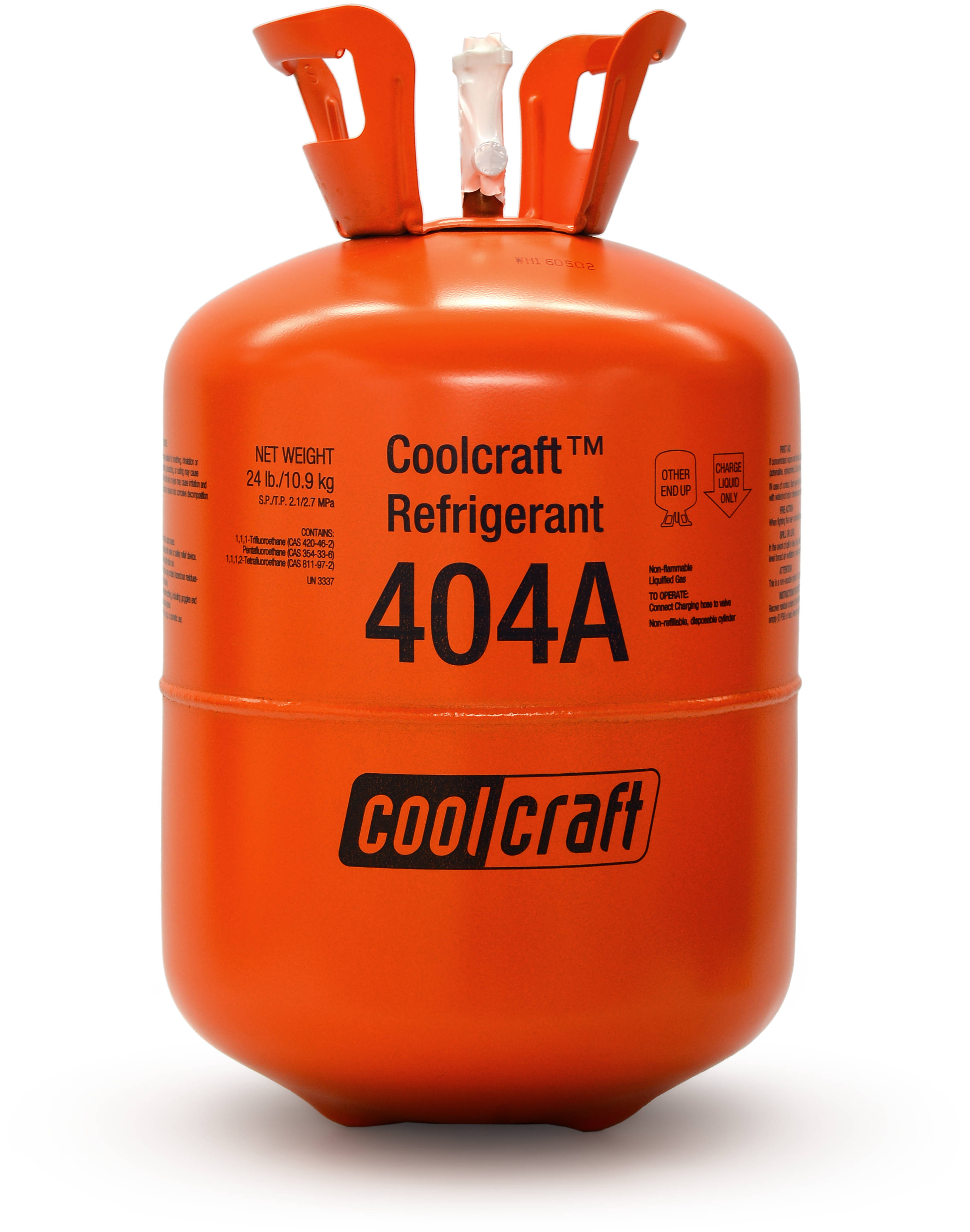
Behälter mit R-404A

Bei dem Kältemittel R404A handelt es sich um ein zeotropes Gemisch der Fluorkohlenwasserstoffe (FKW) Pentafluorethan (R125, 44 %), 1,1,1-Trifluorethan (R143a, 52 %) und 1,1,1,2-Tetrafluorethan (R134a, 4 %). Es besitzt einen Siedepunkt von −46,6 °C und ein relatives  Treibhauspotential von 3922.
Dieses Kältemittel wird in Tiefkühlanlagen eingesetzt. Das Gemisch ist nicht brennbar und ungiftig. Zeitweise wurde es als Ersatz für den ozonabbauenden H-FCKW Chlordifluormethan (R22) eingesetzt. Laut der 2015 in Kraft getretenen EU-Weit gültigen F-Gase-Verordnung (EU) Nr. 517/2014 ist ab 1. Januar 2022 der Einsatz von Kältemitteln mit einem relativen Treibhauspotential von über 2500 in Neuanlagen sowie von Neuware in Anlagen mit einer Füllmenge von über 10 kg nicht mehr zulässig. R404a trägt mit einem Treibhauspotential von 3922 zum Treibhauseffekt bei. Obwohl es bei Neuanlagen quasi keine Bedeutung mehr hat, darf es zur Wartung von Anlagen mit über 10 kg Füllmenge nur noch bis 2030 in wiederaufbereiteter Form verwendet werden. Da es kein Chlor enthält, trägt es nicht zum Abbau der Ozonschicht bei.